# Кубок России по снежной и ледовой скульптуре «Зимний вернисаж»

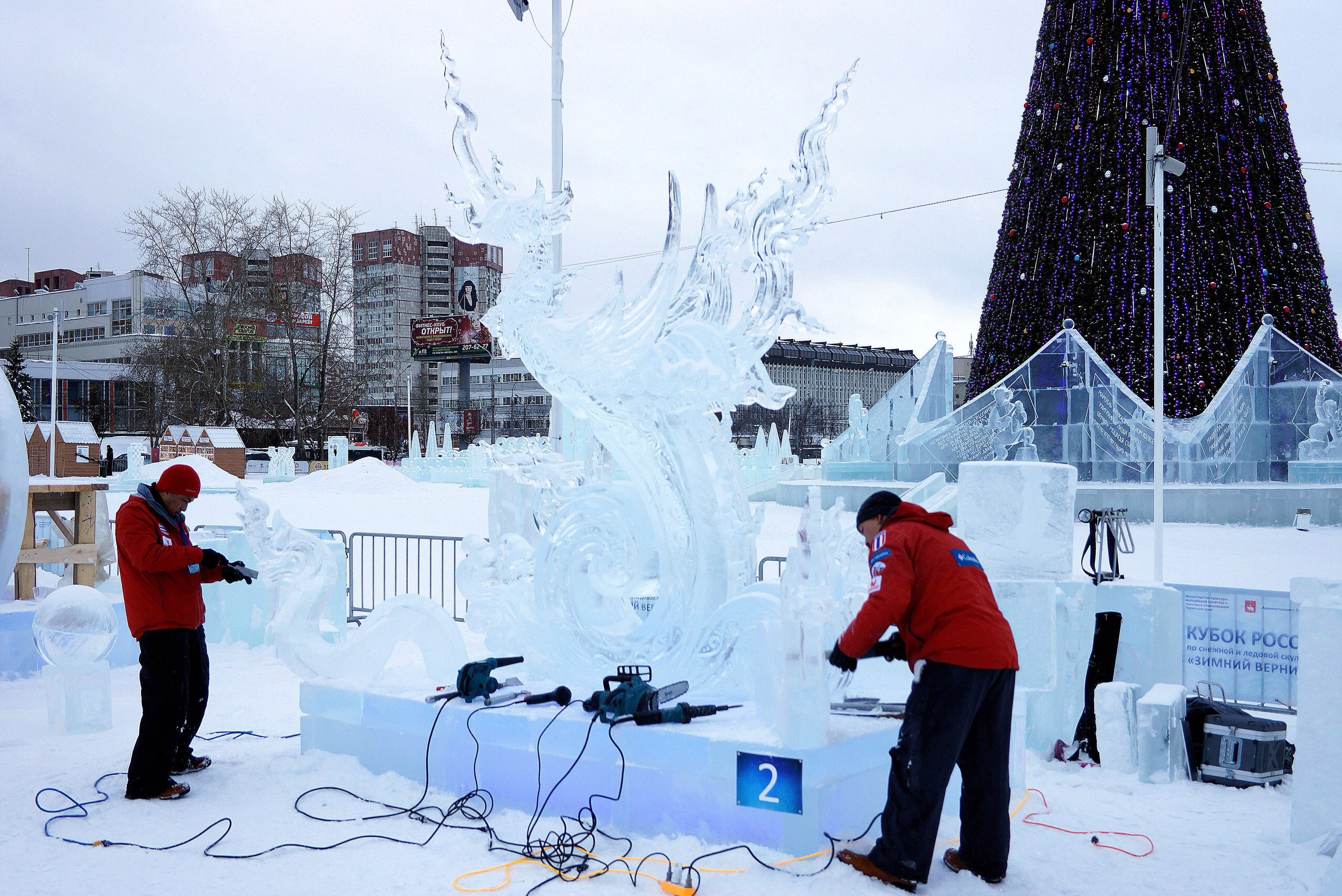
IV Открытый конкурс "Кубок России по снежной и ледовой скульптуре «Зимний вернисаж», г. Пермь, январь, 2015 год.

Открытый конкурс "Кубок России по снежной и ледовой скульптуре «Зимний вернисаж» — авторский проект Некоммерческого фонда скульпторов России «Единение» (г.Пермь), проходит один раз в два года, начиная с 2007 года. На сегодняшний день Кубок «Зимний вернисаж» является самым статусным международным конкурсом в области искусства снежной и ледовой скульптуры в России и единственным в стране, проводимым при официальной поддержке Министерства культуры РФ. Конкурс дает возможность лучшим мастерам искусства ледовой и снежной скульптуры побороться за почетное звание «Лауреат Кубка России» и предоставляет право в этом статусе участвовать в крупнейших международных конкурсах снежной и ледовой скульптуры высочайшего уровня.
По словам министра культуры РФ Владимира Мединского: «Жизнь показала актуальность этого проекта, и год от года, привлекая все больше участников из России и дальнего зарубежья, это масштабное мероприятие становится заметным событием в культурной жизни страны, снискав заинтересованное внимание многочисленных зрителей и профессионального сообщества. Уверен, что его дальнейшая успешная реализация станет не только настоящим праздником искусства, но и послужит благородному делу укрепления межрегионального и международного сотрудничества».
Проводится при поддержке администрации города Перми в пространстве главного ледового городка Перми на городской эспланаде, общая площадь которого составляет 3,5 га.

## История Кубка «Зимний Вернисаж»
В Перми сложилась многолетняя практика проведения снежных и ледовых фестивалей ([[«И снег, и лед, и пламень!»]]), которые в свое время стали стартовой площадкой для развития пермской школы резьбы по снегу и льду. Опираясь на пермские традиции снежного и ледового ваяния, Фонд скульпторов России «Единение» выступил с инициативой проведения столь статусного мероприятия как Кубок в Перми. Министерство культуры Российской Федерации и администрация города Перми поддержали данную инициативу, и было принято решение, что Кубок будет проводиться в Перми раз в два года.
I Кубок прошел в 2007 году в г. Салехард (Ямало-Ненецкий автономный округ). II Кубок состоялся в Перми в январе 2011 года, III Кубок в номинации «Снежная скульптура» — в январе 2013 года, IV Кубок в номинациях «Снежная скульптура» и «Ледовая скульптура» — в январе 2015 года. V Кубок состоится в Перми с 15 по 21 января 2017 года. Он пройдет в двух номинациях — «Снежная скульптура» и «Ледовая скульптура».

## Участники и Лауреаты Кубка России «Зимний Вернисаж»
Конкурс высоко ценится и считается престижным в кругах российских и зарубежных профессиональных скульпторов, работающих в этом направлении пластического искусства: мастеров привлекают высокая конкуренция, право побороться за звание Лауреата Кубка, высокий организационный уровень, возможность обмена опытом, новыми приемами и тенденциями в сфере снежно-ледовой пластики. Все это создает прекрасные условия для их творческой самореализации и привлекает новых и новых участников самого высокого уровня. Это конкурс титулованных профессионалов — участниками становятся только лауреаты, победители или призеры российских и зарубежных международных конкурсов снежной и ледовой скульптуры в Китае, Канаде, Мексике, Франции, США и др.
За годы проведения конкурса в Кубке приняли участие скульпторы из России, Австралии, Аргентины, Италии, Канады, Китая, Латвии, Литвы, Малайзия, Нидерландов, США, Таиланда, Франции, Чехии, Швейцарии, Японии, в том числе более чем из 20 городов Российской Федерации.
| Год  | призовая степень                     | Номинация «Снежная скульптура» | Номинация «Ледовая скульптура»                                                               |
| ---- | ------------------------------------ | --- | -------------------------------------------------------------------------------------------- |
| 2007 | Лауреаты I степени, обладатели Кубка | | Александр Барнамаа, Май-оол Монгуш. Россия, Красноярск, «Тайна времен»                       |
| 2007 | Лауреаты II степени                  | | Франтишек Балек, Йозеф Балек. Чехия, «Морозный свет Луны»                                    |
| 2007 | Лауреаты III степени                 | | Андрей Щербаев, Кирилл Баир. Россия, Москва, «Интенция»                                      |
| 2011 | Лауреаты I степени, обладатели Кубка | Рустам Исмагилов, Павел Баязитов, Лев Безматерных. Россия, Пермь, «Самый белый и пушистый»                                                     | Иван Локтюхин, Вадим Полин. Россия, Хабаровск, «Родной край»                                 |
| 2011 | Лауреаты II степени                  | Ингрид Струэнзе, Сергей Ашихмин, Константин Сиряченко. Россия, Москва-Пермь, «Мелодией надежды, ожиданьем пусть в сердце каждого живет любовь» | Франтишек Балек, Йозеф Балек. Чехия, «Ледовое королевство»                                   |
| 2011 | Лауреаты III степени                 | Ирина Кудрявцева, Александр Ерёменко. Россия, Санкт-Петербург, «Облако»                                                                        | Татьяна Кузнецова, Марина Еркович. Россия, Пермь, «Большой улов»                             |
| 2013 | Лауреаты I степени, обладатели Кубка | Инесе Валтере-Уланде, Донатас Москус. Латвия-Литва, «Тихая молитва»                                                                            |                                                                                              |
| 2013 | Лауреаты II степени                  | Александр Скареднов, Иван Смирнов, Екатерина Трубина. Россия, Тюмень-Москва, «Время»                                                           |                                                                                              |
| 2013 | Лауреаты III степени                 | Агнеса Рудзите-Кириллова, Анатолий Кириллов, Алексей Гейко. Латвия, «Идея»                                                                     |                                                                                              |
| 2015 | Лауреаты I степени, обладатели Кубка | Вания Кузини, Лидия Вигано. Италия, «Итальянские истории»                                                                                      | Виталий Леднев, Джиничи Накамура. Россия-Япония, «Жизненное путешествие нашей Рыбы»          |
| 2015 | Лауреаты II степени                  | Донатас Моцкус, Инесе Валтере-Уланде. Литва-Латвия, «Планета № Земля»                                                                          | Константин Евдокимов, Алексейс Гейко. Екатеринбург, Россия-Латвия, «Моя маленькая Вселенная» |
| 2015 | Лауреаты III степени                 | Ингрид Струэнзе, Виктор Арсеньев. Россия, Москва-Санкт-Петербург, «Дорогая моя Москва»                                                         | Олег Клавдеев, Андрей Кошелев,. Россия, Красноярск-Артемовский, «Над краем над родным»       |

## Кубок «Зимний Вернисаж» в 2017 году
V Открытый конкурс «Кубок России по снежной и ледовой скульптуре „Зимний вернисаж“» состоится в Перми на городской эспланаде с 15 по 21 января 2017 года и соберет 40 лучших мастеров снежной и ледовой скульптуры из разных уголков нашей страны и мира. Проект представит две конкурсные номинации «Снежная скульптура» и «Ледовая скульптура», в рамках которых будут созданы 20 работ.
География проекта: 14 стран (Россия, Германия, Франция, Словения, Китай, Италия, Мексика, Таиланд, Турция, Норвегия, Латвия, Малайзия, Канада, Беларусь), 12 городов России (Пермь, Екатеринбург, Сургут, Москва, Красноярск, Артемовский, Нижний Тагил, Курган, Рязань, Чебоксары, Ростов-на-Дону, Санкт-Петербург).
| год  | Номинация «Снежная скульптура»                                                                                      | Номинация «Ледовая скульптура» |
| ---- | --- | --- |
| 2017 | Германия — Франция Франциска Аграваль (Германия) Максим Дюкре (Франция) «Бесконечность»                             | Латвия Донатас Моцкус (Латвия) Инесе Валтере (Латвия) «Господин Паганини»                                                                   |
| 2017 | Словения — Италия Элена Рисмондо (Словения) Джан Марио Бонфадини (Италия) «Дерево бесконечности»                    | Малайзия Чонг Минг Йонг (Малайзия) Харун Бин Джалил (Малайзия) «Шажок во времени»                                                           |
| 2017 | Китай Сянгуо Менг (Китай) Хайфен Ванг (Китай) «Будь осторожен!»                                                     | Канада — Россия Лоуренс МакФарлэйн (Канада) Кузярин Константин (Россия, Красноярск) «Любовь»                                                |
| 2017 | Мексика Карлос Мигель Рамирез Перейра (Мексика) Максимильяно Карабайо Гонсалес «Конец Вселенной»                    | Россия — Латвия Константин Евдокимов (Россия, Екатеринбург) Алексей Гейко (Латвия) «Космос внутри тебя»                                     |
| 2017 | Таиланд Кьяттисак Кинмали (Таиланд) Наттават Сукнед (Таиланд) «Неживые вещи живут в живых вещах»                    | Беларусь — Россия Вадим Бандарец (Беларусь) Евгений Гоманов (Россия, Ростов-на-Дону) «За горизонтами событий»                               |
| 2017 | Турция — Норвегия Цейхун Конак (Турция) Элизабет Кристенсен (Норвегия) «Туннели Вселенной»                          | Россия, Артемовский — Нижний Тагил Олег Клавдеев (Россия, Артемовский) Александр Мурзин (Россия, Нижний Тагил) «И пусть Вселенная подождет» |
| 2017 | Россия, Пермь Рустам Исмагилов (Россия, Пермь) Лев Безматерных (Россия, Пермь) «Дача далеко, зато с видом на Землю» | Россия, Курган Николай Кокорин (Россия, Курган) Андрей Кокорин (Россия, Курган) «Маленький Принц»                                           |
| 2017 | Россия, Пермь Иван Смирнов (Россия, Пермь) Елена Смирнова (Россия, Пермь) «Тайна Вселенной»                         | Россия, Рязань Юрий Мистрюков (Россия, Рязань) Владимир Мистрюков (Россия, Рязань) «Космический танец Шивы»                                 |
| 2017 | Россия, Москва — Пермь Ингрид Струэнзе (Россия, Москва) Константин Сиряченко (Россия, Пермь) «Два космоса»          | Россия, Рязань — Чебоксары Евгений Тарнопольский (Россия, Рязань) Андрей Молоков (Россия, Чебоксары) «Комета Галлея»                        |
| 2017 | Россия, Екатеринбург — Сургут Александр Савинов (Россия, Екатеринбург) Павел Соловьев (Россия, Сургут) «Космос»     | Россия, Красноярск — Санкт-Петербург Сергей Асеев (Россия, Красноярск) Зверев Иван (Россия, Санкт-Петербург) «Бесконечность»                |

## Интересные факты о Кубке
— Открытый конкурс "Кубок России по снежной и ледовой скульптуре «Зимний вернисаж» — проект-участник Культурной олимпиады «Сочи 2014».
— Впервые в рамках Кубка в 2013 году прошел семинар-конференция «Международные конкурсы снежной и ледовой скульптуры: традиции и новаторство».
— В составе участников Кубка всегда присутствуют интернациональные команды, что способствует кросс-культурным коммуникациям и международному обмену опыта «зимних» скульпторов.
— Кубок «Зимний вернисаж» отличается особым статусусом участников: участниками Кубка становятся только лауреаты и призеры международных конкурсов скульптуры в России и за рубежом.
— Под эгидой Кубка «Зимний вернисаж» впервые была проведена творческая лаборатория на тему «Экспериментальная практика создания малой ледовой пластики в летний период», в рамках которой 20 июня 2015 года в парке им. Горького в Перми были созданы 8 скульптур изо льда под открытым небом в условиях плюсовых температур.
— В южных странах отсутствует школа «зимней» скульптуры, в связи с чем мастера из Таиланда, Малайзии, Мексики и др. — это мастера по карвингу. Искусству художественной резки овощей и фруктов они обучаются при отелях, там же работают с малыми ледовыми формами, которые используют как экзотическое украшение к столу. В рамках Кубка в 2015 году состоялся мастер-класс по карвингу, который провели гости из Таиланда — Нипон Сасарн и Ковит Сибунрунг.

## Галерея

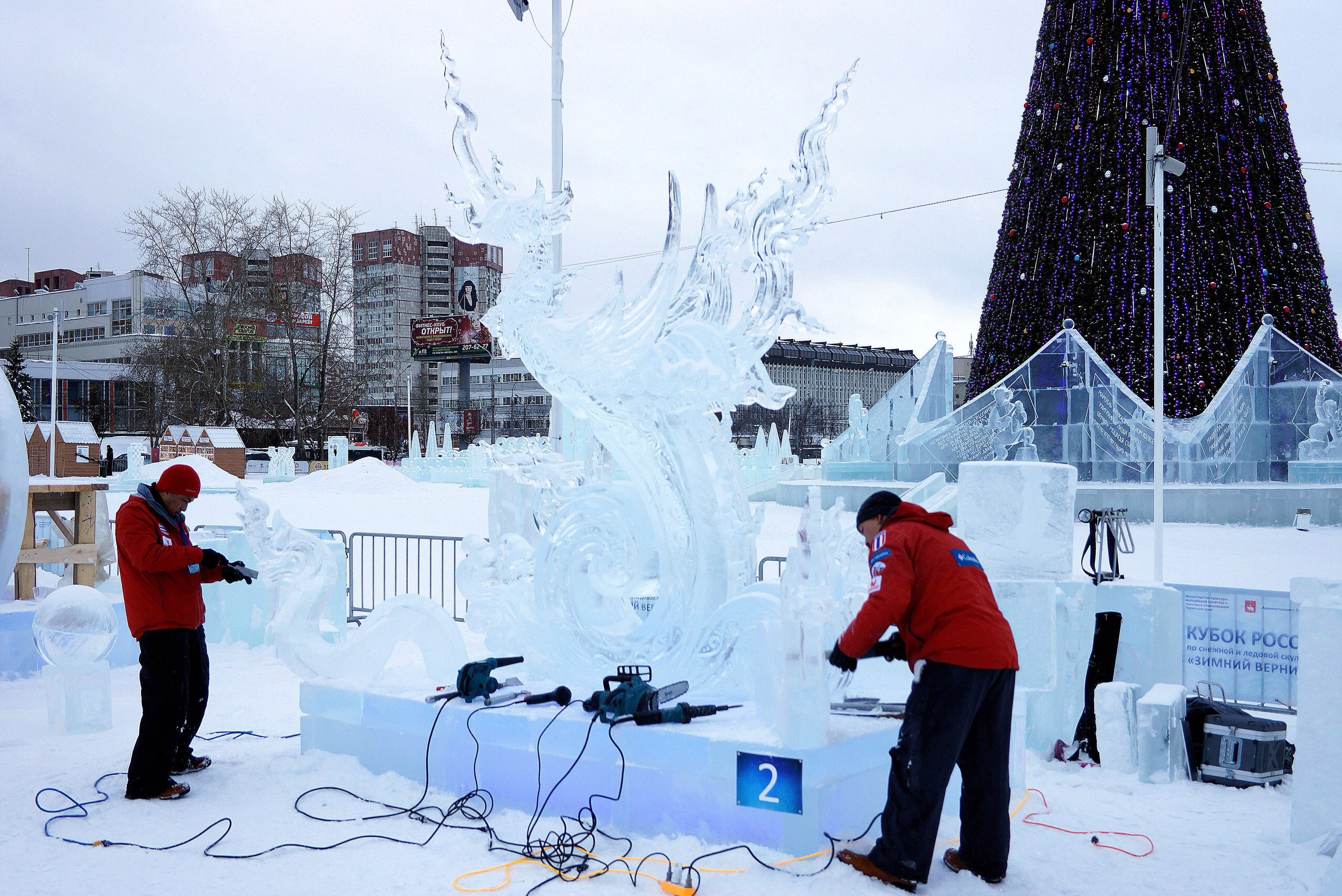
Работа над скульптурой участников из Таиланда, 2015 год, Пермь.
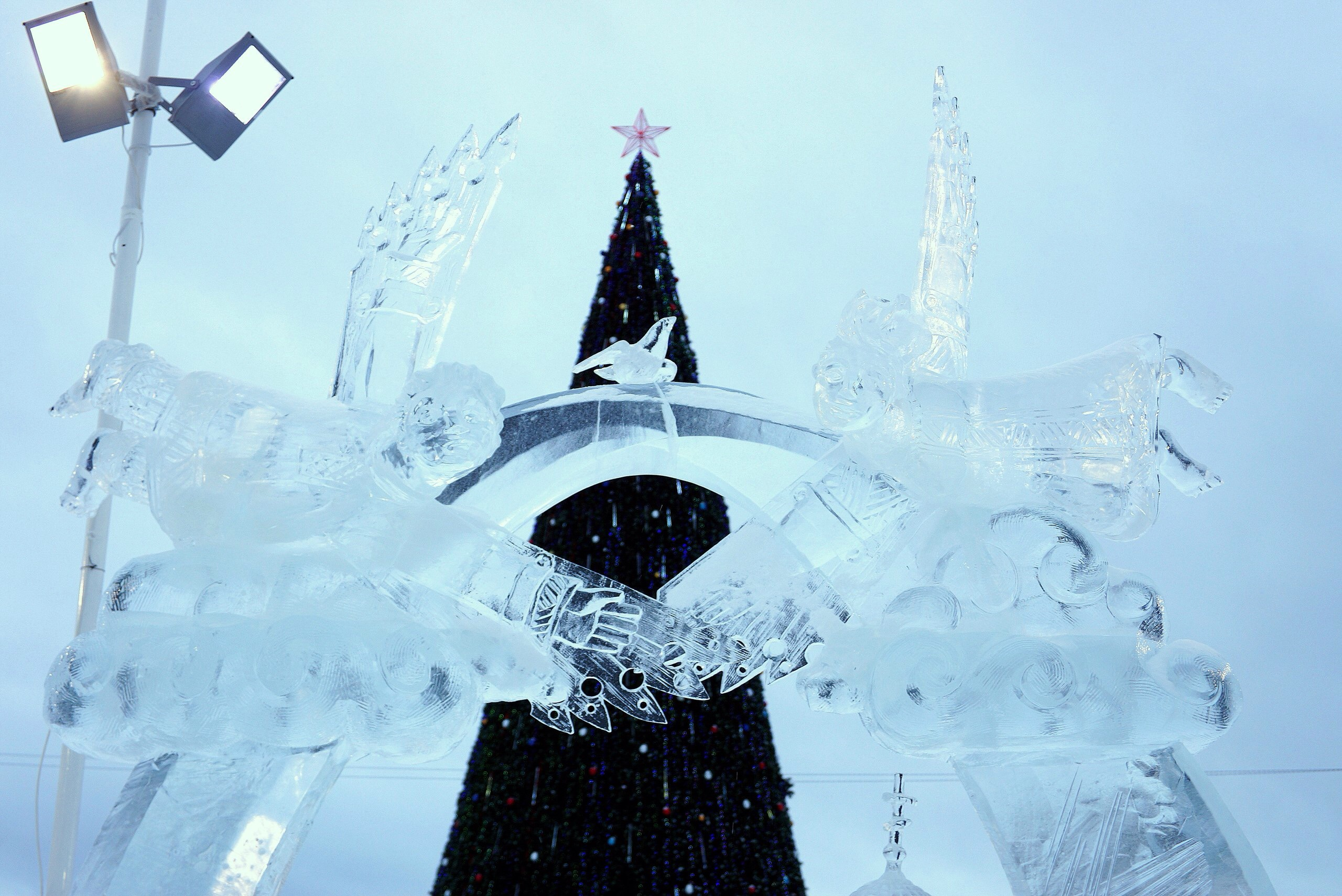
Ледовая скульптура на эспланаде в Перми
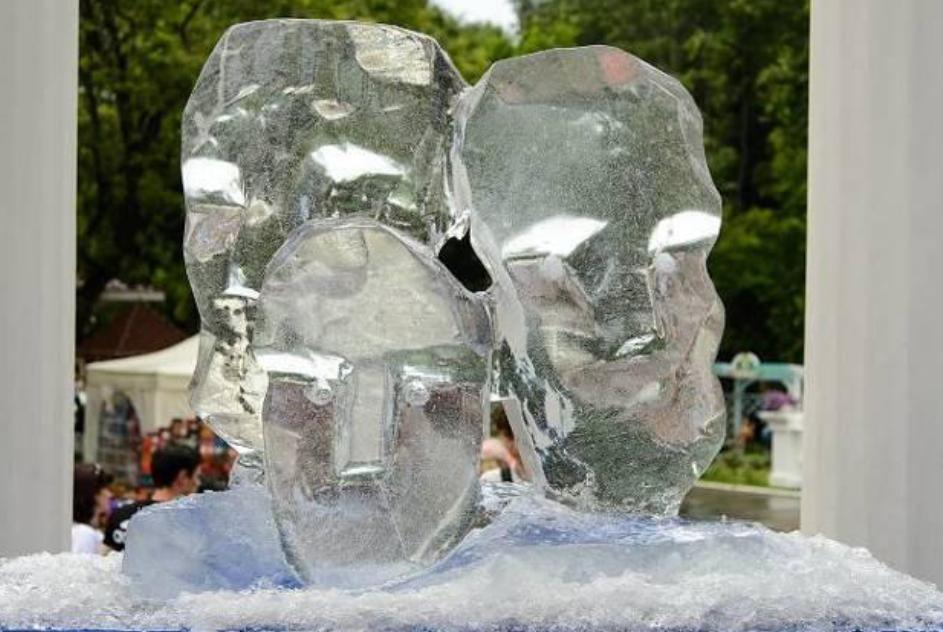
Творческая лаборатория "Лёд летом" в парке Горького, Пермь
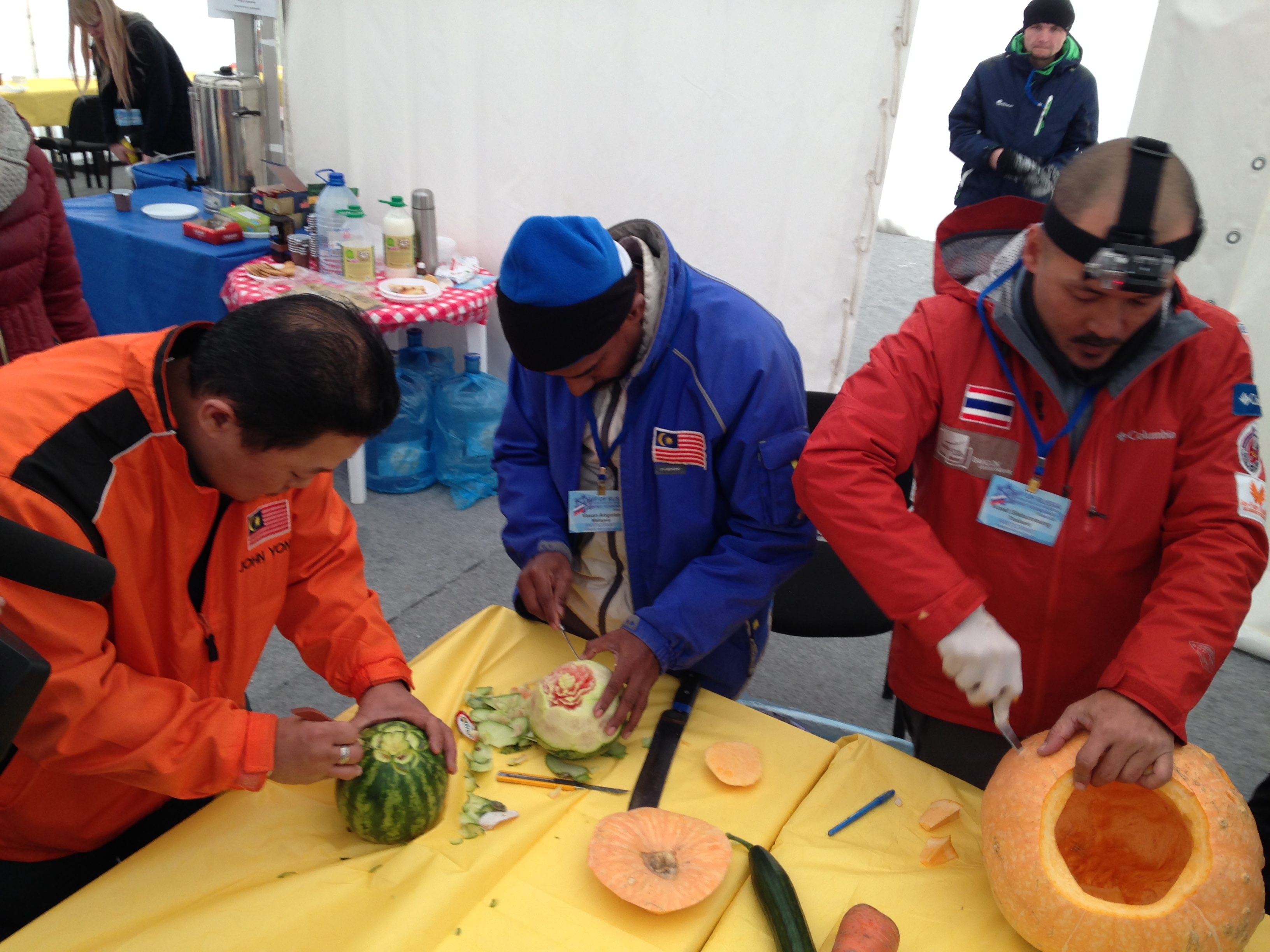
Мастер-класс по карвингу от участников из Азии, Пермь, 2015 год.
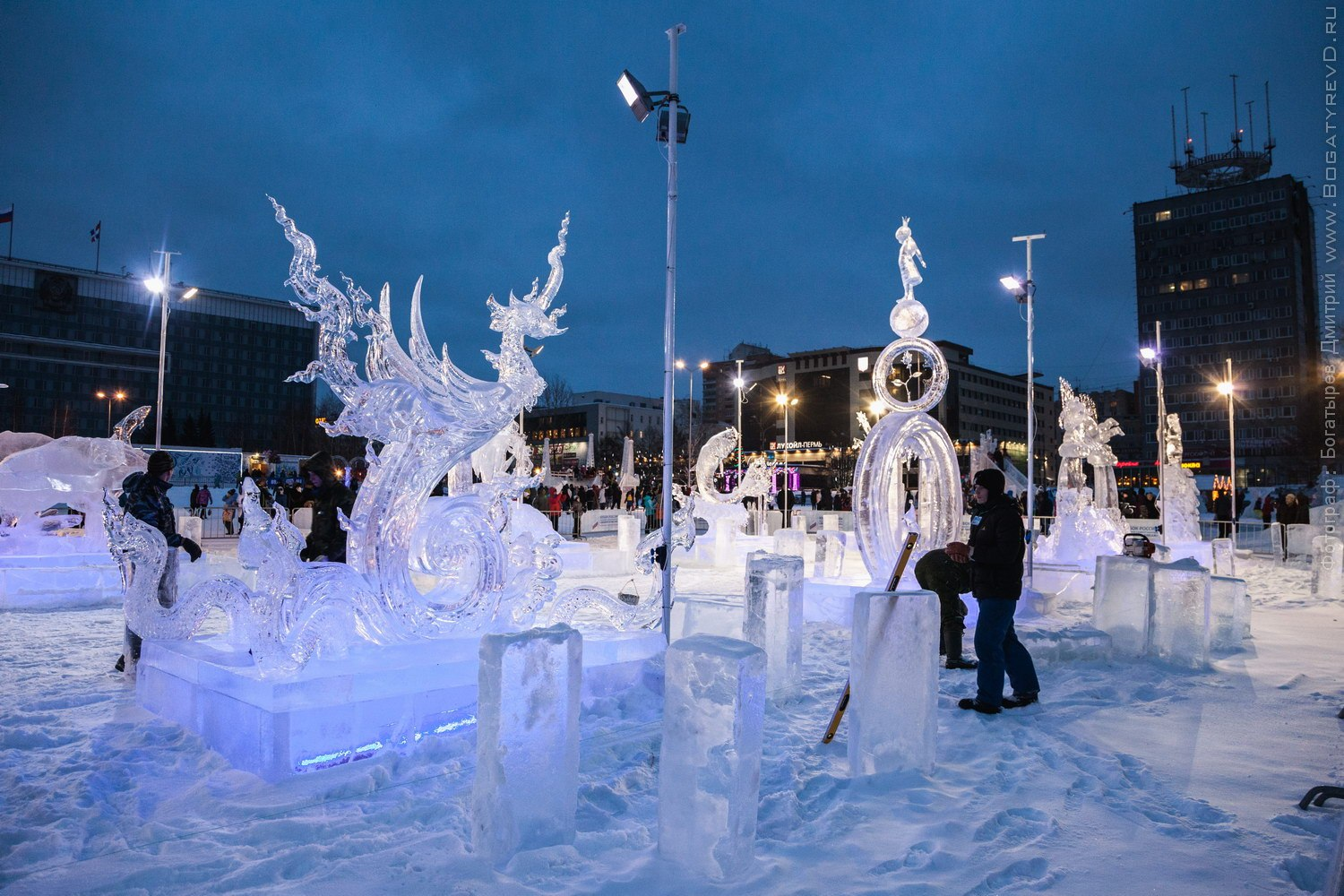
Ледовая скульптура, Кубок "Зимний вернисаж", Пермь, 2015 год.
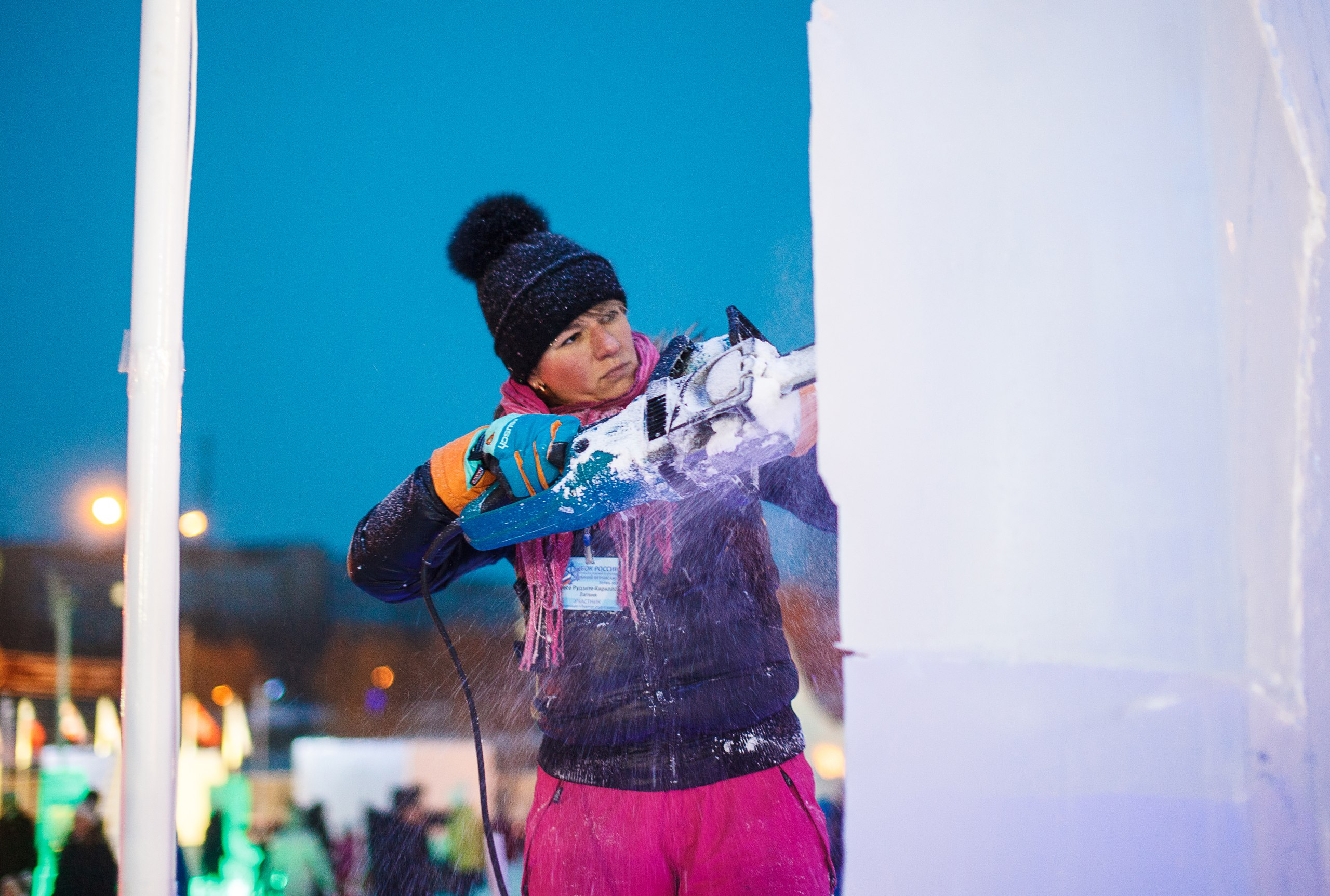
Работа над скульптурой, Кубок "Зимний вернисаж", Пермь, 2015 год
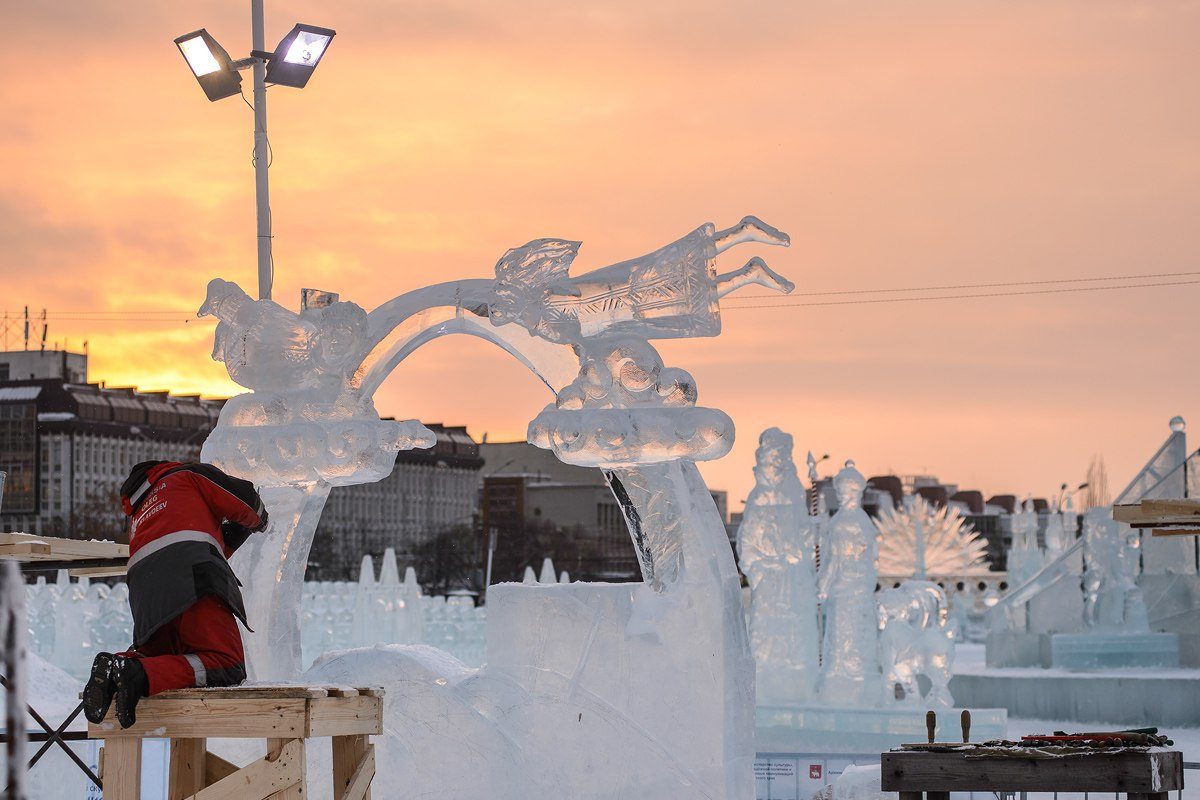
Работа над скульптурой, Кубок "Зимний вернисаж", Пермь, 2015 год.
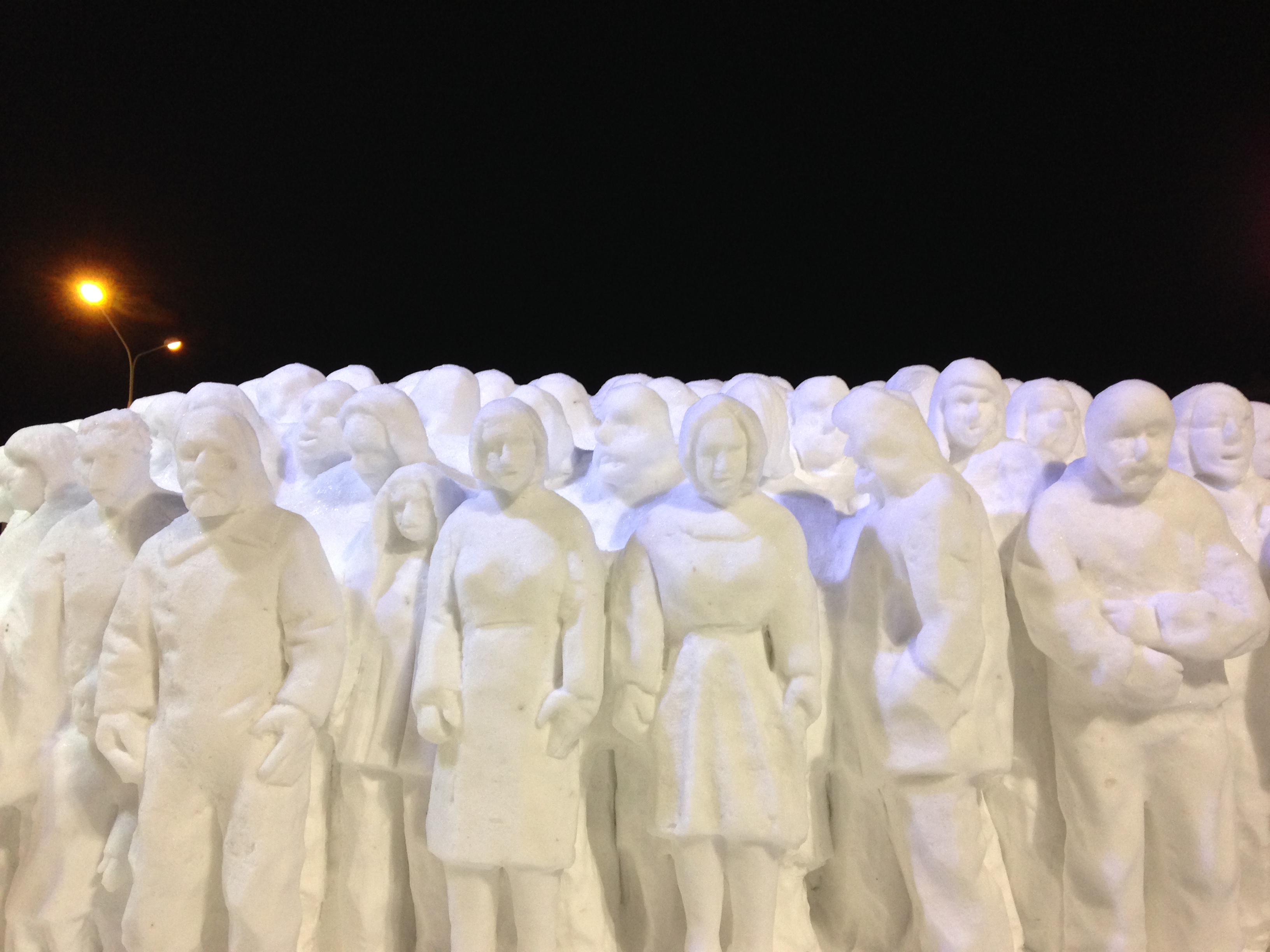
"Планета № Земля", Донатас Моцкус, Инесе Вальетере-Уланде, Литва-Латвия, Лауреаты 2 степени в номинации "Снежная скульптура", 2015 год
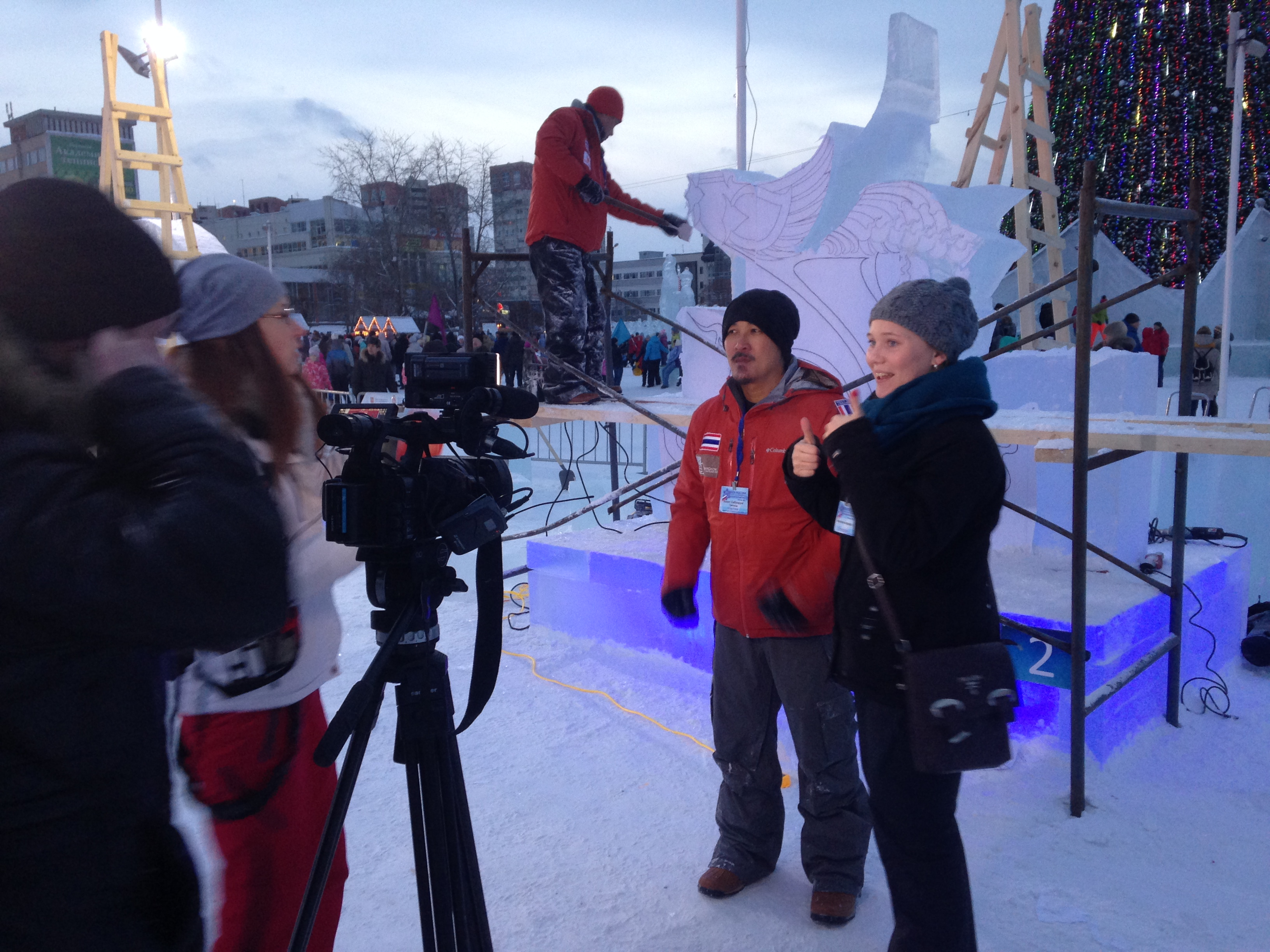
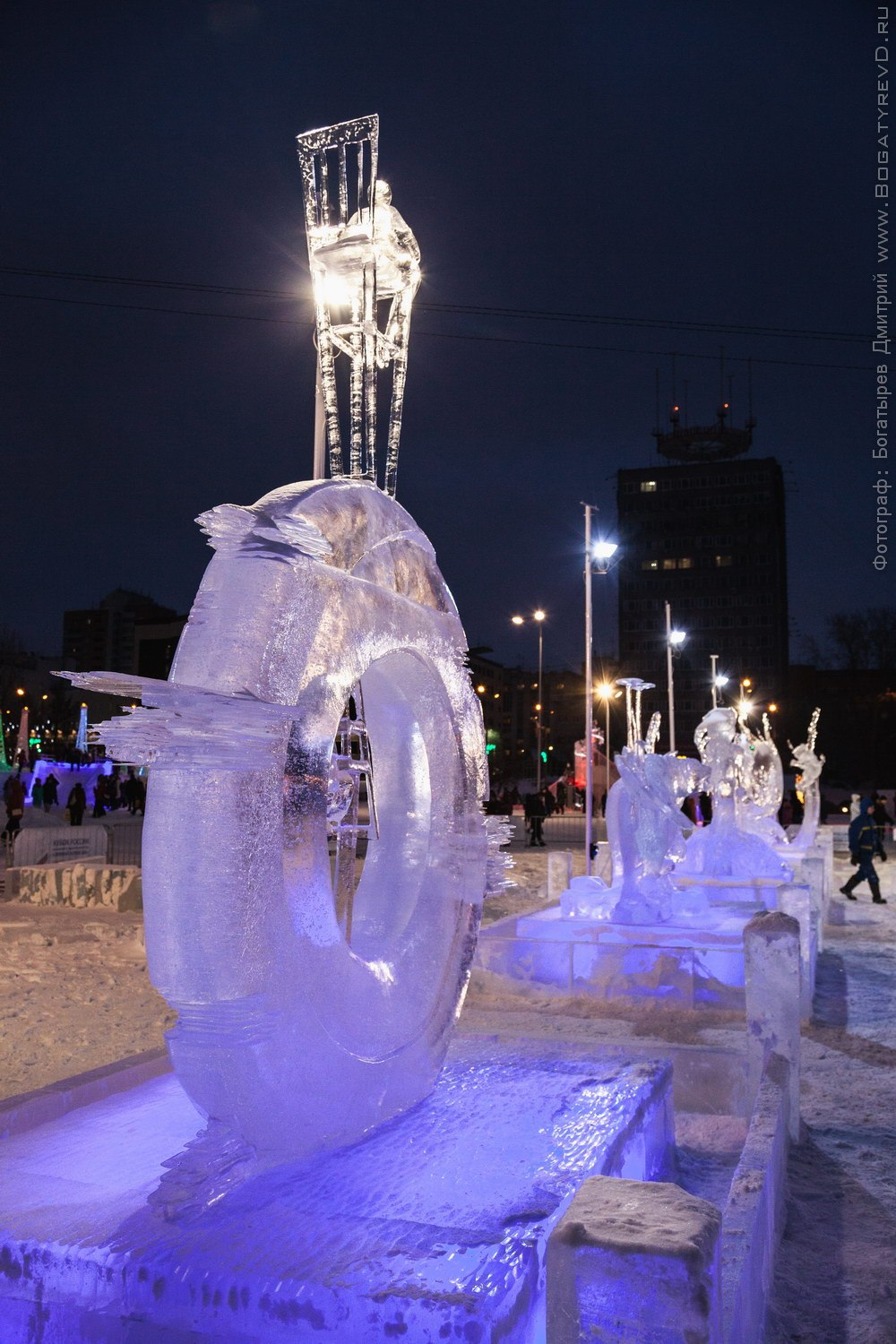